# Šakti
Šakti (sanskrt शक्ति, Śakti; eng. Shakti; „moć/sposobnost/snaga/energija”) iskonska je kozmička energija u hinduizmu; koncept ili personifikacija ženske božanske, stvoriteljske moći te je stoga nazivana „Velikom božanskom majkom”. Kao majka, zvana je Adi Shakti ili Adi Parashakti. Na Zemlji, Šakti se najaktivnije manifestira kroz žensku plodnost, ali se nalazi i u muškarcima, premda u „prikrivenom” obliku. Hinduisti vjeruju da je Šakti odgovorna za stvaranje i promjene, kozmičko postojanje i oslobođenje koje se objavljuje u obliku misteriozne sile zvane Kundalini.
U šaktizmu, Šakti se štuje kao vrhovno biće i aktivna ženska energija Šive te je u južnoj Indiji Šakti zvana i Amma („majka”). U tom dijelu zemlje nalaze se mnogi hramovi posvećeni Šakti. 
Tekst Devi Mahatmya opisuje Šakti kao „Veliku božicu”:
„Tvojom je moći Svemir rođen; Ti si stvorila svijet; o Božico, Ti ga štitiš.”

## Poveznice
- Devi Sukta – himna Šakti
- Spol Boga u hinduizmu
- Bhramari — inkarnacija božice Šakti